# Alope (Locride Epicnemidia)
Alope (in greco antico: Αλόπη?) era una polis-città dell'antica Grecia ubicata nella Locride orientale.

## Storia
Strabone la situa nella Locride Epicnemidia e la distingue dalle altre città omonime, una nella Locride Ozolia e l'altra nella Ftiotide.
Vi si disputò una battaglia, nel 431 a.C. durante la Guerra del Peloponneso, nella quale l'esercito ateniese comandato da Cleopompo figlio di Clinia sconfisse i Locresi venuti in soccorso degli abitanti della città di Tronio.